# USS Frost (DE-144)
«Фрост» (англ. USS Frost (DE-144) — військовий корабель, ескортний міноносець класу «Едсалл» військово-морських сил США за часів Другої світової війни.
«Фрост» був закладений 13 січня 1943 року на верфі Consolidated Steel Corporation в Оранджі, де 21 березня 1943 року корабель був спущений на воду. 30 серпня 1943 року він увійшов до складу ВМС США.
Ескортний міноносець «Фрост» брав участь у бойових діях на морі в Другій світовій війні, супроводжував транспортні конвої союзників в Атлантиці. За час війни потопив у взаємодії з іншими протичовновими кораблями п'ять німецьких підводних човнів U-488, U-490, U-154, U-1235 і U-880.
За бойові заслуги, проявлену мужність та стійкість екіпажу в боях «Фрост» удостоєний семі бойових зірок, Президентської відзнаки частині США, нашивки за участь у бойових діях, медалей «За Європейсько-Африкансько-Близькосхідну кампанію», «За Американську кампанію» і Перемоги у Другій світовій війні.

## Історія
26 квітня «Фрост» у взаємодії з американськими ескортними міноносцями «Барбер», «Г'юз» та «Сноуден» західніше островів Зеленого мису потопили глибинними бомбами німецький човен U-488.
12 червня міноносець, діючи разом з ескортними міноносцями «Г'юз» і «Інч» та літаками з ескортного авіаносця ВМС США «Кроатан», потопив глибинними бомбами північно-західніше Азорських островів німецький човен U-490.
3 липня неподалік від Мадейра ескортні міноносці «Фрост» й «Інч» у взаємодії з палубною авіацією американського ескортного авіаносця «Кроатан» потопили глибинними бомбами німецький човен U-154.
З 20 серпня 1944 року по 2 жовтня, під час свого третього бойового патрулювання з метою пошуку та знищення німецьких субмарин, «Фрост» врятував вцілілих з есмінця «Воррінгтон», який перекинувся під час урагану в ніч з 13 на 14 вересня. Навчання в Гуантанамо-Бей і на Бермудських островах передувало наступному патрулюванню, що пройшло в період з 23 січня 1945 року по 7 лютого, під час якого її цільова група сформувала частину супроводу важкого крейсера типу «Балтимор» «Квінсі», який віз президента Франкліна Д. Рузвельта на Ялтинську конференцію.
Додаткове навчання в затоках Наррагансетт і Каско передувало останньому протичовновому патрулюванню, під час якого корабель за високі досягнення в потопленні двох підводних човнів у ніч з 15 на 16 квітня був відзначений Президентською нагородою.
15 квітня 1945 року він з однотипним «Стентоном» потопили «Хеджхогами» U-1235. А 16 квітня в Атлантиці два кораблі «Стентон» та «Фрост» затопили ПЧ типу VII U-880. Вони продовжували діяти в північних водах поблизу Арджентії, Ньюфаундленд, до повернення до Нью-Йорка 14 травня 1945 року.